# Musée à ciel ouvert de Valparaíso
Le Musée à ciel ouvert de Valparaíso est une initiative pionnière au Chili. Ce musée est composé de vingt fresques murales au style différent. Il est situé sur les pentes du cerro Bellavista à Valparaíso. Inauguré en 1992, les différentes peintures sont l'œuvre de différents artistes connus, dont certains mondialement comme  Roberto Matta ou Mario Carreño Morales entre autres.

## Histoire
L'origine de ce musée singulier remonte à 1969, quand un groupe d'élèves de l'Institut d'Art de l'Université Catholique de Valparaiso (aujourd'hui université pontificale catholique de Valparaíso), mené par un de leurs professeurs, commencèrent à peindre des pans de murs sur les pentes du cerro Bellavista. Entre 1970 et 1973, ils peignirent près 60 murs dans divers lieux de la ville.
En 1973, l'artiste chilien Nemesio Antùnez eut l'idée d'inviter divers peintres afin de peindre des murs de la ville, dans le but de réaliser un parcours artistique à travers les cerros de Valparaiso. Mais le coup d'État de 1973 l'obligea à reporter la réalisation de ce projet. Le parcours vit finalement le jour en 1991.
C'est le cerro Bellavista qui fut choisi pour accueillir le musée. Ce choix est dû à sa position centrale dans la ville ainsi qu'à sa proximité avec la place Victoria. Il possède en plus de nombreux murs de contentions qui permettent aux artistes de bénéficier de grands espaces pour peindre. Un autre avantage de ce cerro est la présence de l'ascenseur Espiritu Santo, qui permet d'atteindre la moitié du parcours. "Le cerro tenait toutes les conditions pour le rendre accessible aux gens. Il se forma ainsi un concept de musée qui contenait une diversité de peintres, avec une diversité de peintures, dans un espace diversifié, où il y a des gens d'origine socio-économique différentes, donc avec des gens très différents, et cela représente aussi un peu ce qu'est Valparaiso"
Du fait qu'il s'agisse d'un musée en extérieur, les peintures sont non seulement exposées aux attaques du temps, mais aussi aux dégradations humaines. Afin de conserver et de restaurer les œuvres, un atelier fut mis en place en 1994. Les personnes qui le compose sont essentiellement des étudiants en formation à Valparaiso.
Mais la situation empira, au point que certaines fresques disparurent complètement, recouvertes par les peintures de certains graffeurs. Pratiquement aucun mur n'échappa à ces attaques. Cette situation amena la municipalité à prendre une série de mesures. Elle investit en plus 30 millions de pesos pour restaurer les 20 murs.
Le plan de restauration se fit avec des peintres éminents de la région. En parallèle, l'Université Catholique de Valparaiso mena des études sur l'ensemble des œuvres afin de juger l'état de dégradation de chacune des fresques. Qui plus est, les actions de protection furent coordonnées avec les habitants du cerro.

## Accès
Les peintures sont dispersées sur un large secteur du cerro. Le cheminement permet d'emprunter divers escaliers et s'accompagne de passages sur divers miradors.
Il existe divers alternatives pour faire le parcours :
- Partir de la place Victoria et se rendre au cerro en empruntant la rue Aldunate, afin de prendre le passage Pasteur.
- S'y rendre en empruntant l'ascenseur Espíritu Santo.
- Commencer par le haut ou le bas de la rue Ferrari.
- Commencer depuis les passages Pasteur et Rudolph.

## Les fresques et les artistes
Les artistes qui ont participé au projet viennent de la scène artistique chilienne et latinoaméricaine. Ils appartiennent au boom des arts plastiques des décennies 1940 et 1950. Les fresques ont des styles différents : abstrait, impressionniste et surréaliste.
Le Mural 1, du Cubano-Chilien  Mario Carreño Morales se compose de figures géométriques ou prédomine les cubes bleus. Cette fresque se situe au début des escaliers de la monté Pasteur.
Le Mural 2 est l'œuvre de Gracia Barrios, qui a exposé un certain nombre de ses œuvres dans des musées chilien et  européens, comme le Musée d'art contemporain de Barcelone ou le Musée d'art moderne André-Malraux du Havre.
Le Mural 3 et le Mural 4  ont été peints par Eduardo Pérez Tobar, connu sous le pseudonyme d´Eduperto.
Le Mural 5 est l'œuvre de María Martner.
Le Mural 6 est de Matilde Pérez.
Eduardo Vilches, plus connu comme photographe, a peint le Mural 7.
Le Mural 8 est une peinture de Ricardo Yrarrázaval.
Le Mural 9, situé sur un des murs du bâtiment accueillant la machinerie de l'ascenseur Espíritu Santo, est l'œuvre de Rodolfo Opazo Bernales.
Le Mural 10 est l'œuvre de Roberto Matta.
Le Mural 11 est une peinture de Mario Toral. On peut y voir inscrit : "Pour les habitants des eaux et ... des cerros de cette vallée du paradis".
L'auteur du Mural 12 est Ramón Vergara Grez.
Le Mural 13 est une peinture de Francisco Méndez.
Roser Bru, née à Barcelone et arrivée au Chili à la fin de la Guerre d'Espagne, est l'auteur du Mural 14.
Le Mural 15 est l'œuvre de Sergio Morecino.
Le Mural 16 est une œuvre de Nemesio Antùnez, l'artiste qui a impulsé la création d'un parcours artistique .
José Balmes, un autre catalan arrivé au Chili en 1939, est l'auteur du Mural 17.
Le Mural 18 est une peinture de l'artiste chilien Guillermo Núñez.
Le Mural 19 est une œuvre de Augusto Barcia.
Enfin, le Mural 20 est l'œuvre la plus ancienne du musée. Elle est le fruit du travail collectif des élèves de l'Institut d'Art en 1969.
Au milieu des œuvres du musée, on trouve aussi des murs qui ont été peints par les voisins ainsi que de nombreux graffitis.

## Galerie

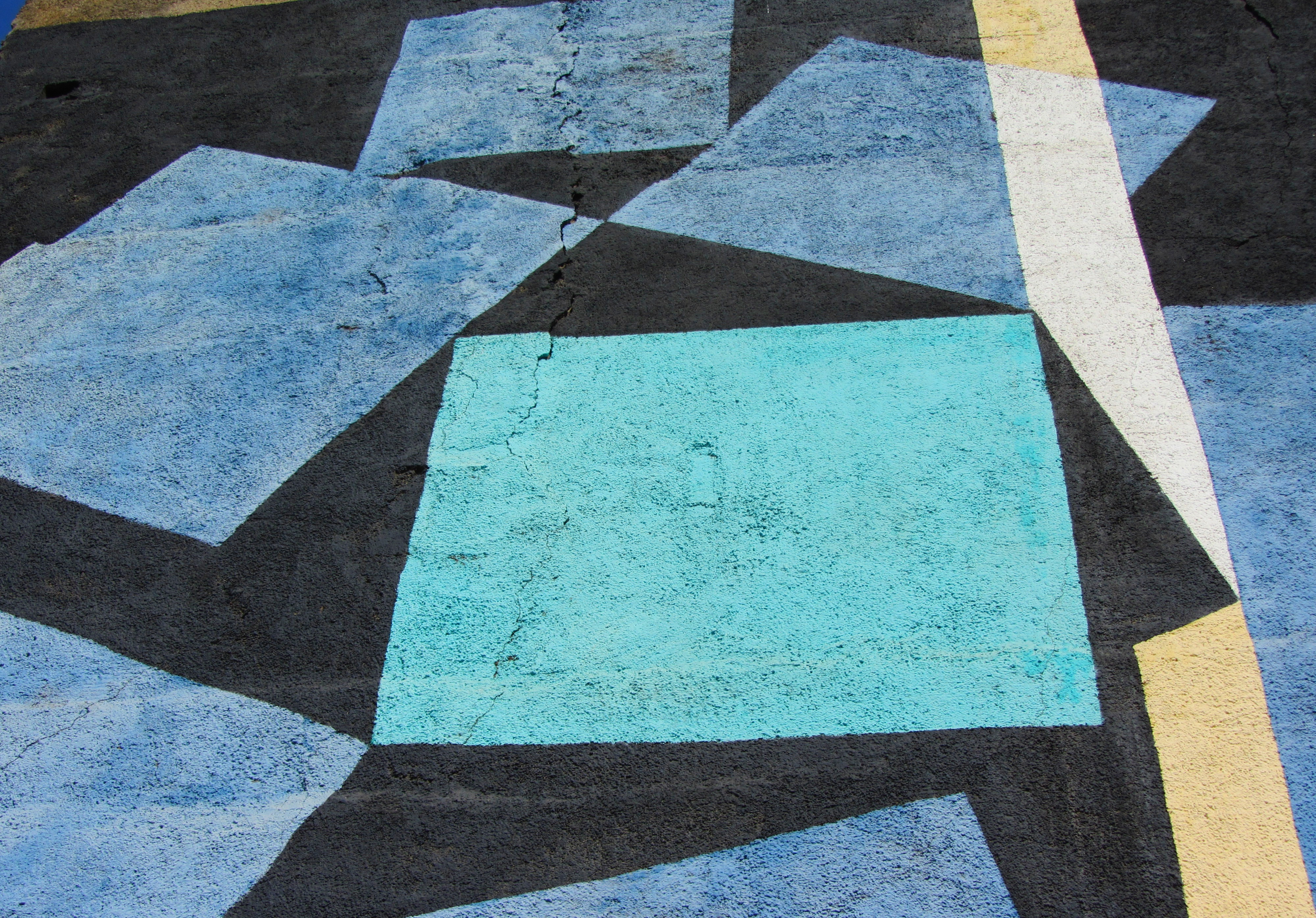
Mario Carreño Morales, Mural 1
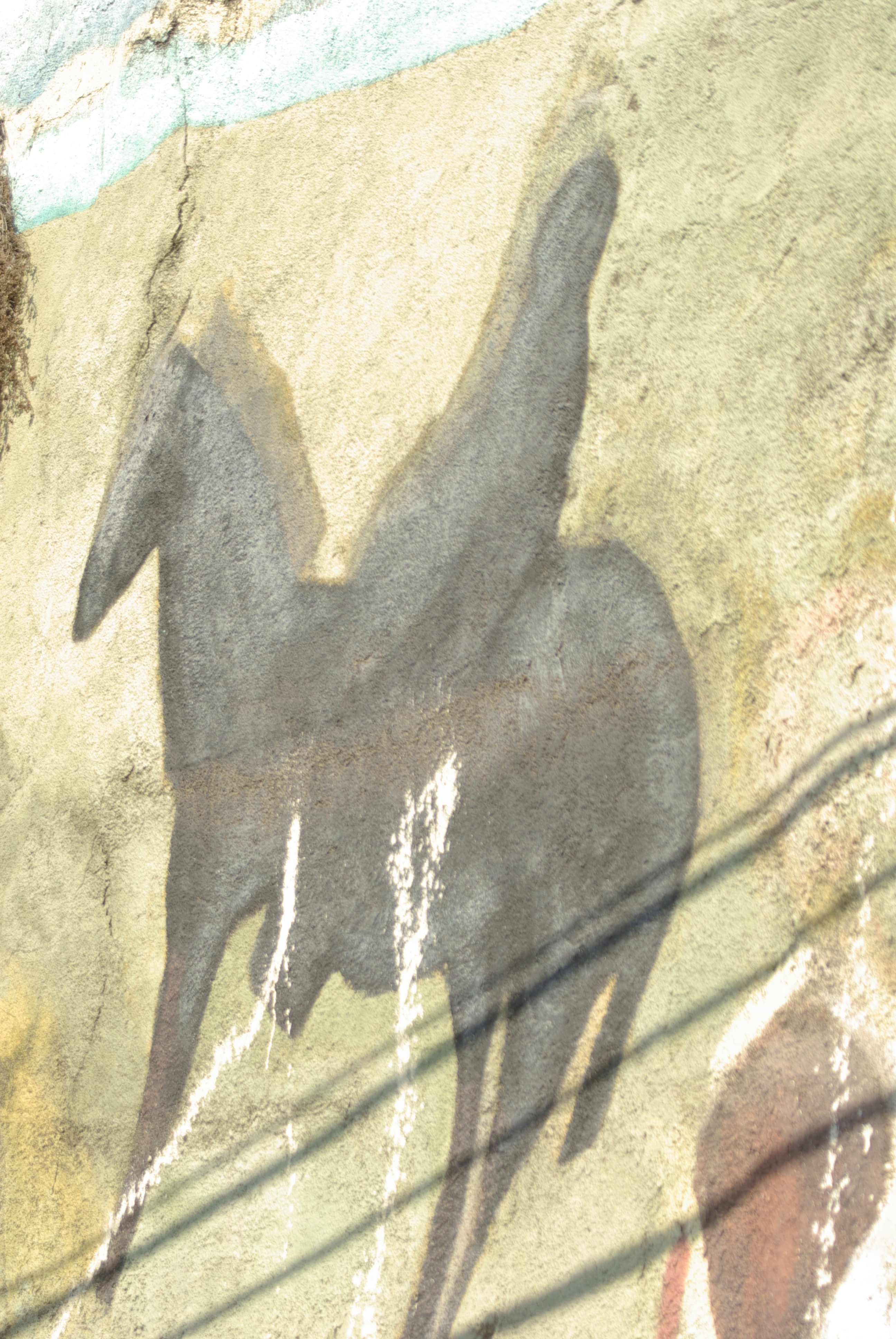
Gracia Barrios, Mural 2 (détail)
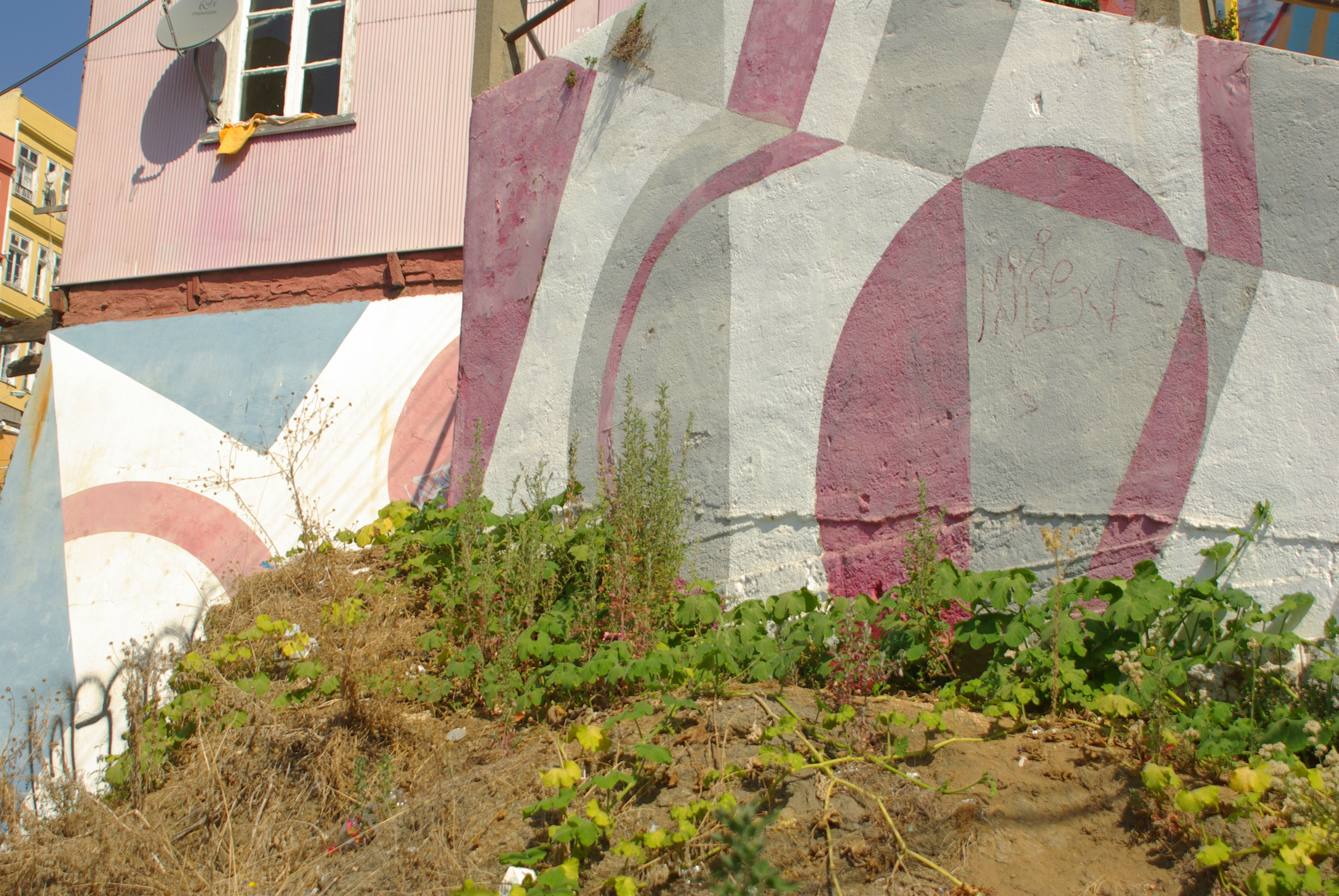
Eduperto, Mural 3 (détail)
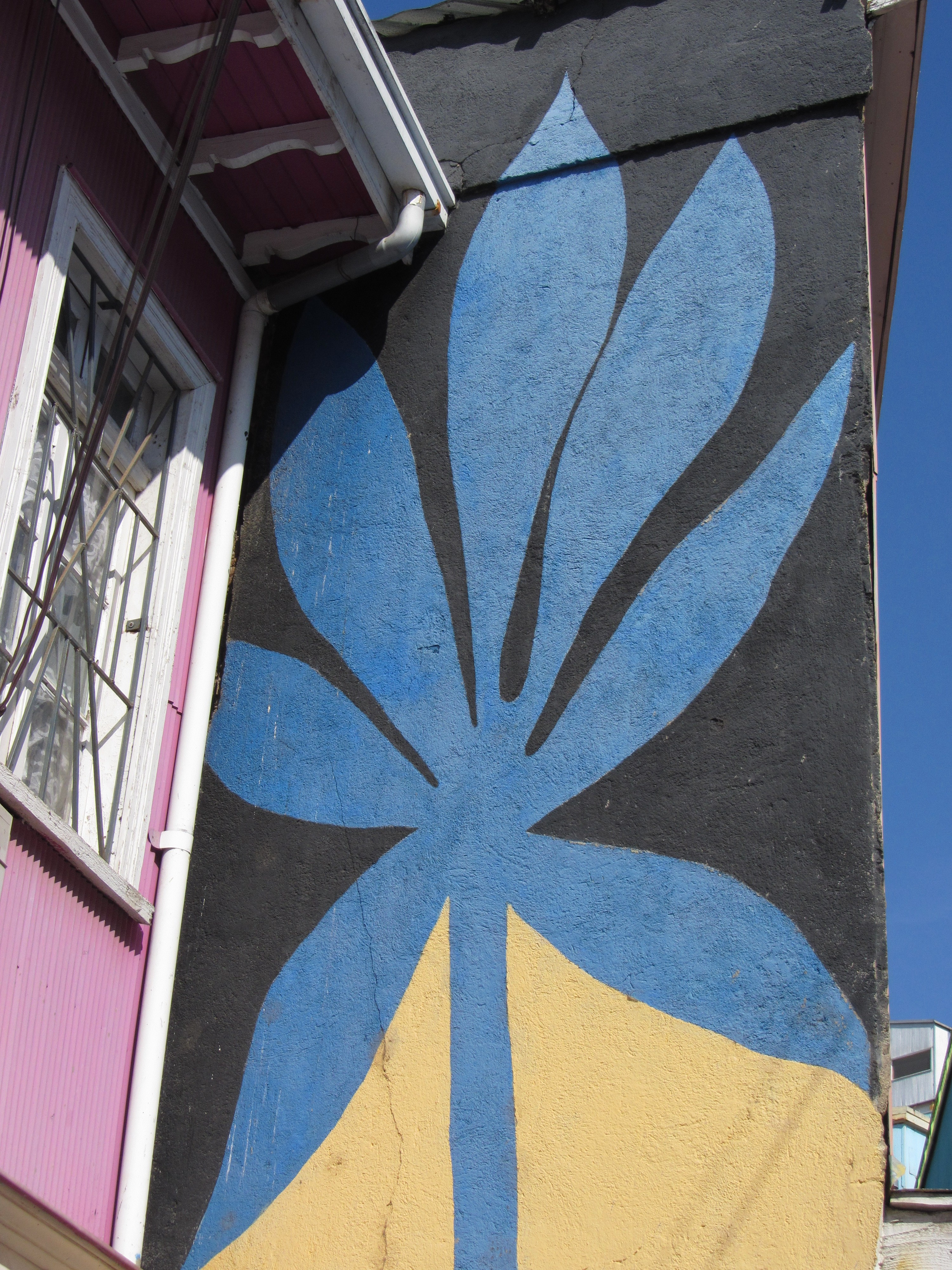
Eduardo Vilches, Mural 7 (détail)
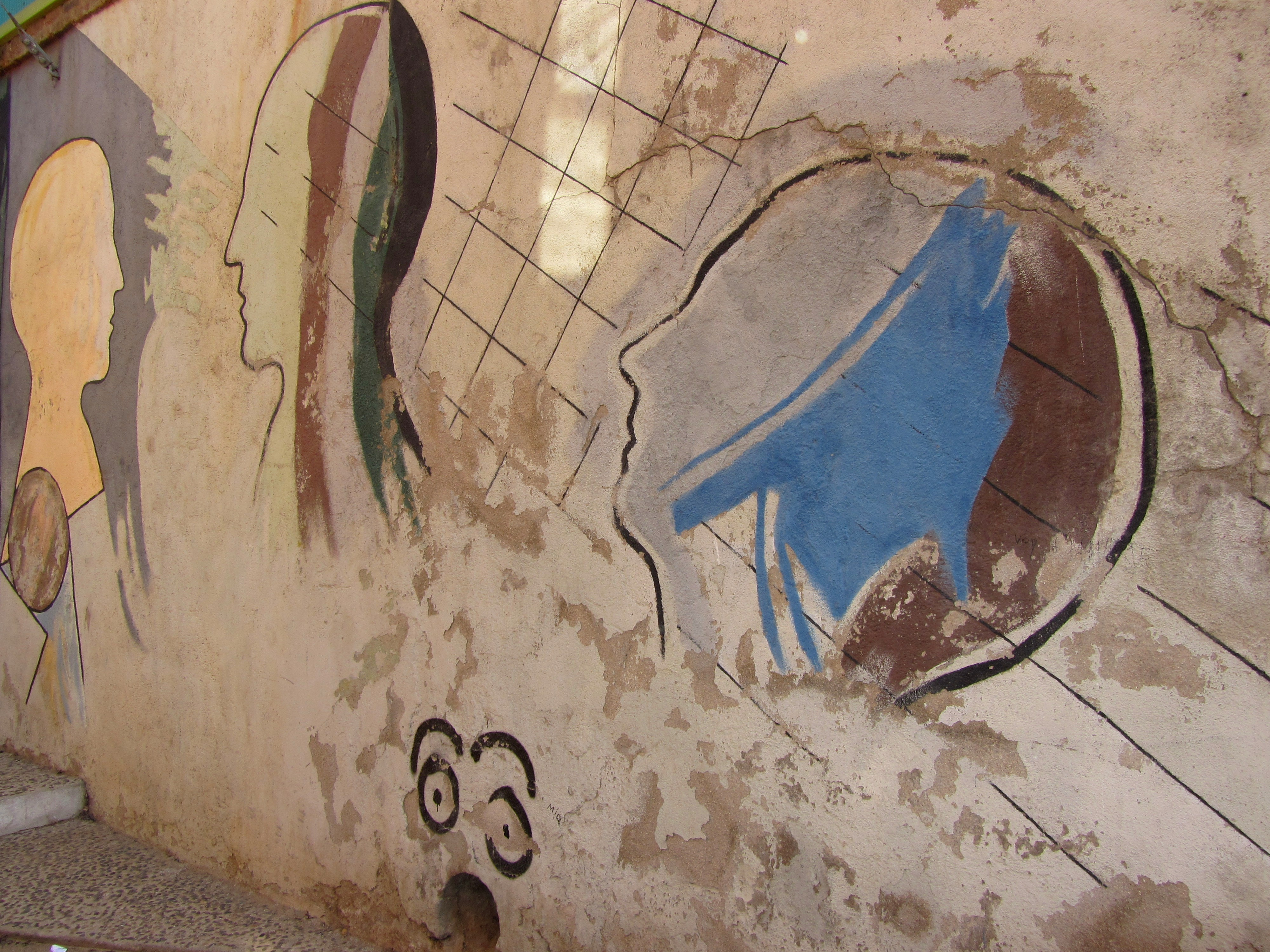
Ricardo Yrarrázaval, Mural 8
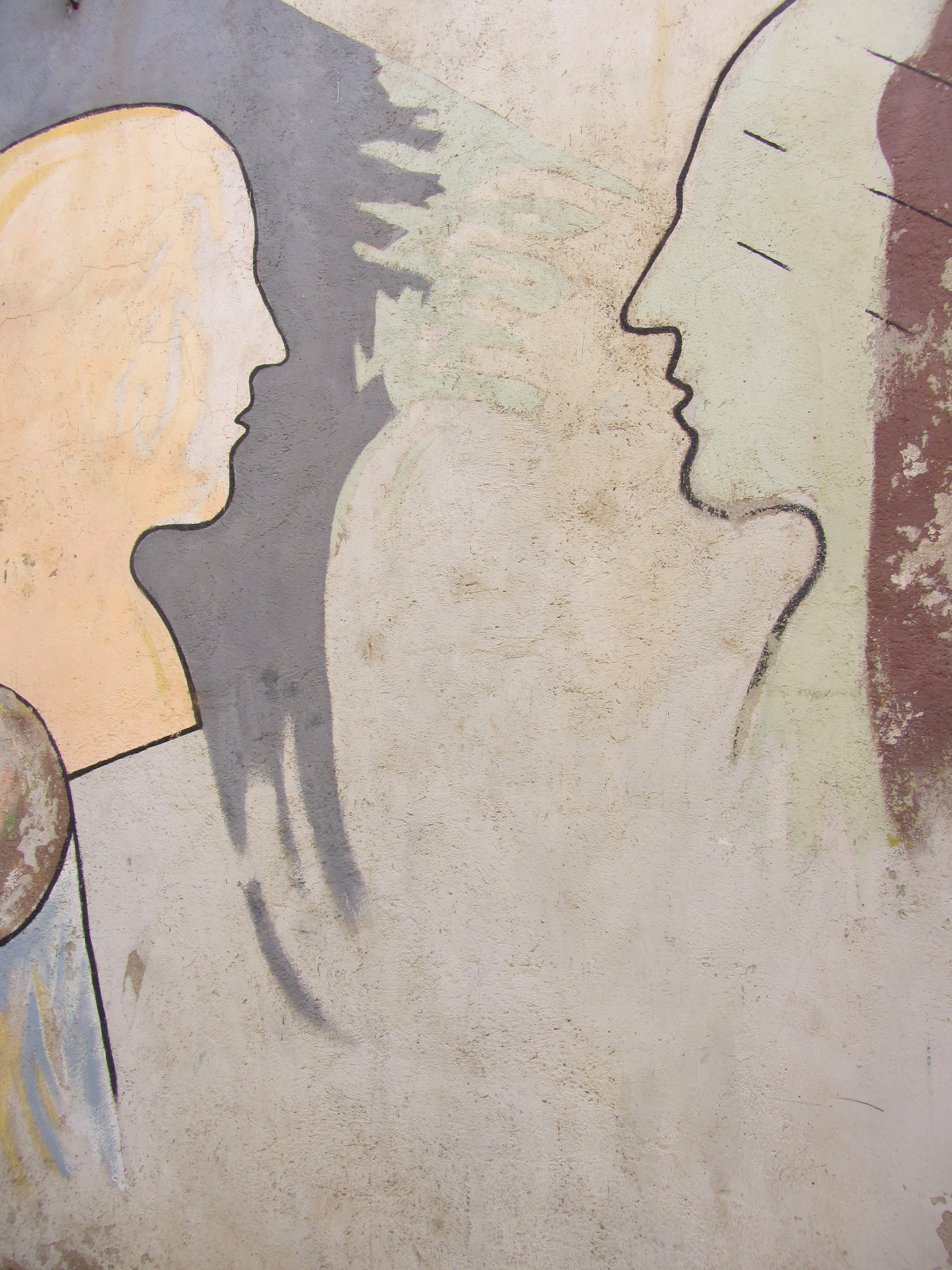
Ricardo Yrarrázaval, Mural 8 (détail)
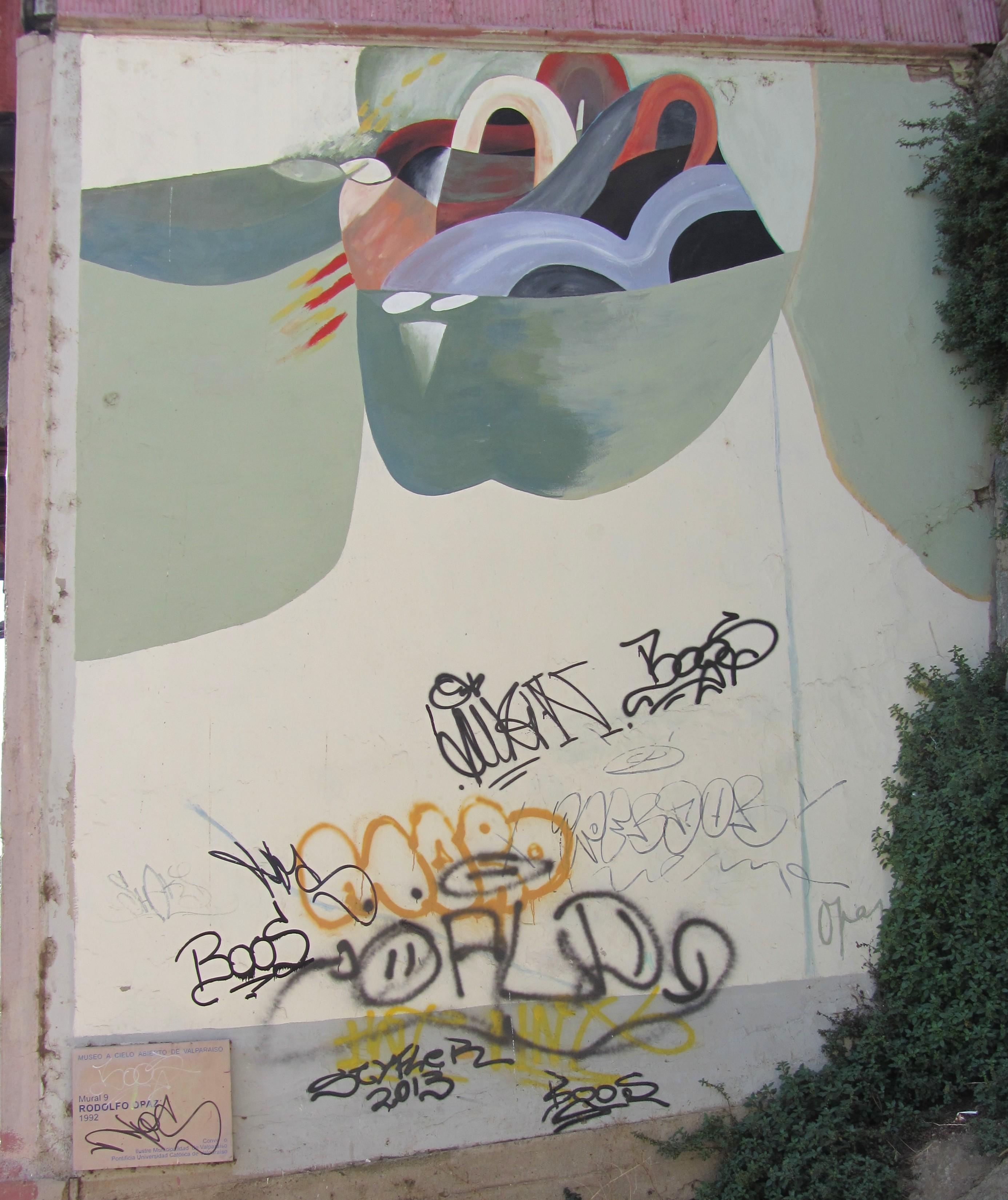
Rodolfo Opazo Bernales, Mural 9
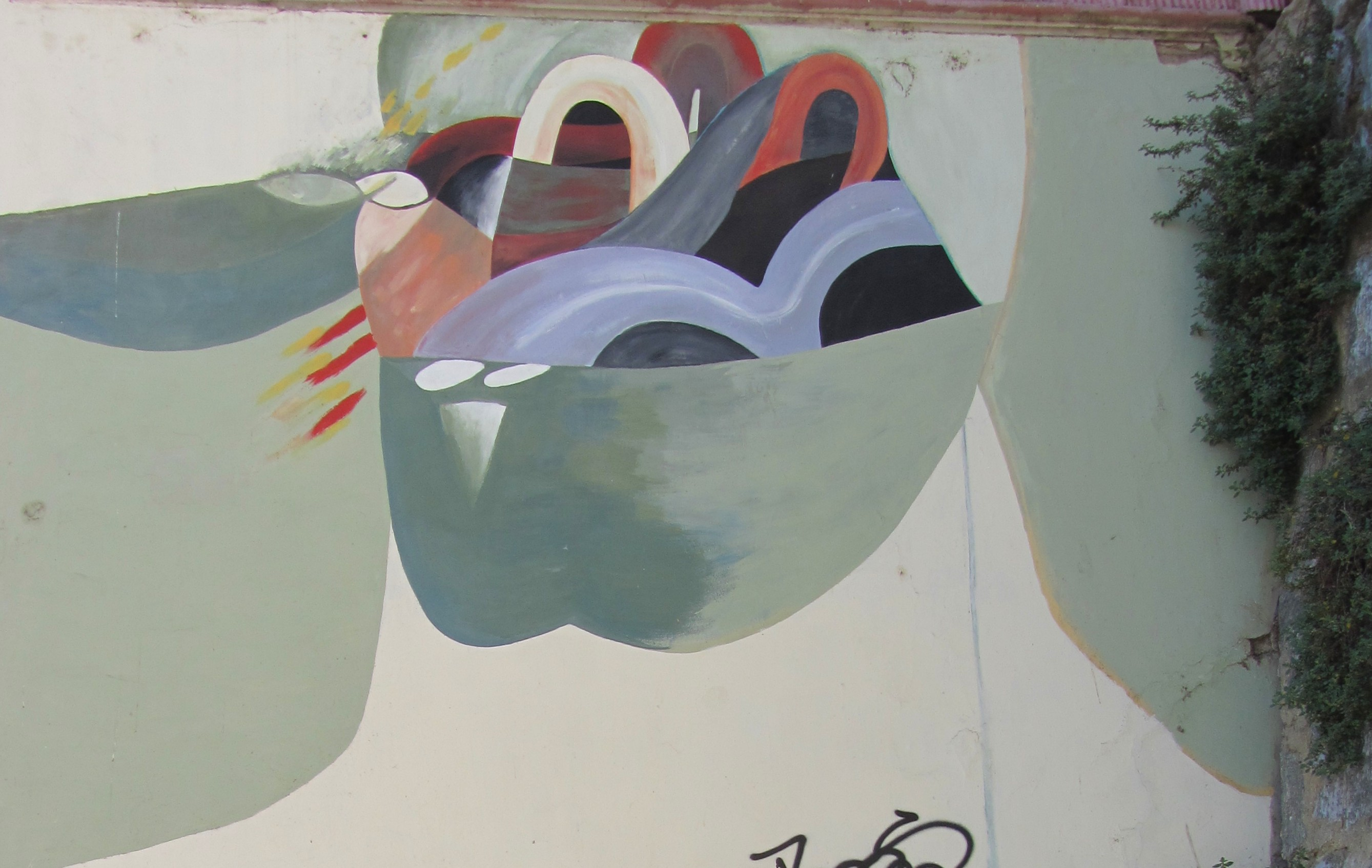
Rodolfo Opazo Bernales, Mural 9 (détail)
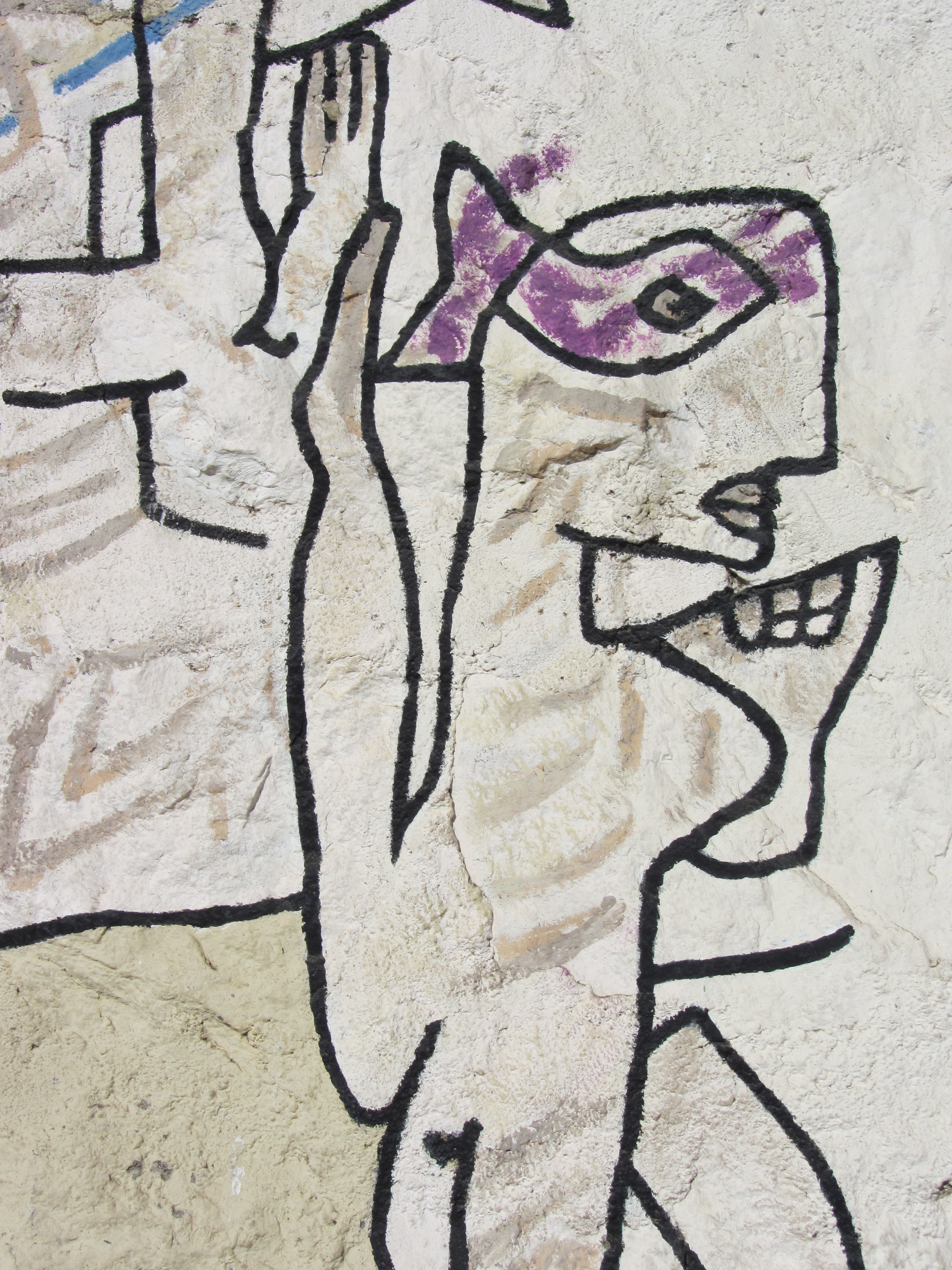
Roberto Matta, Mural 10 (détail)
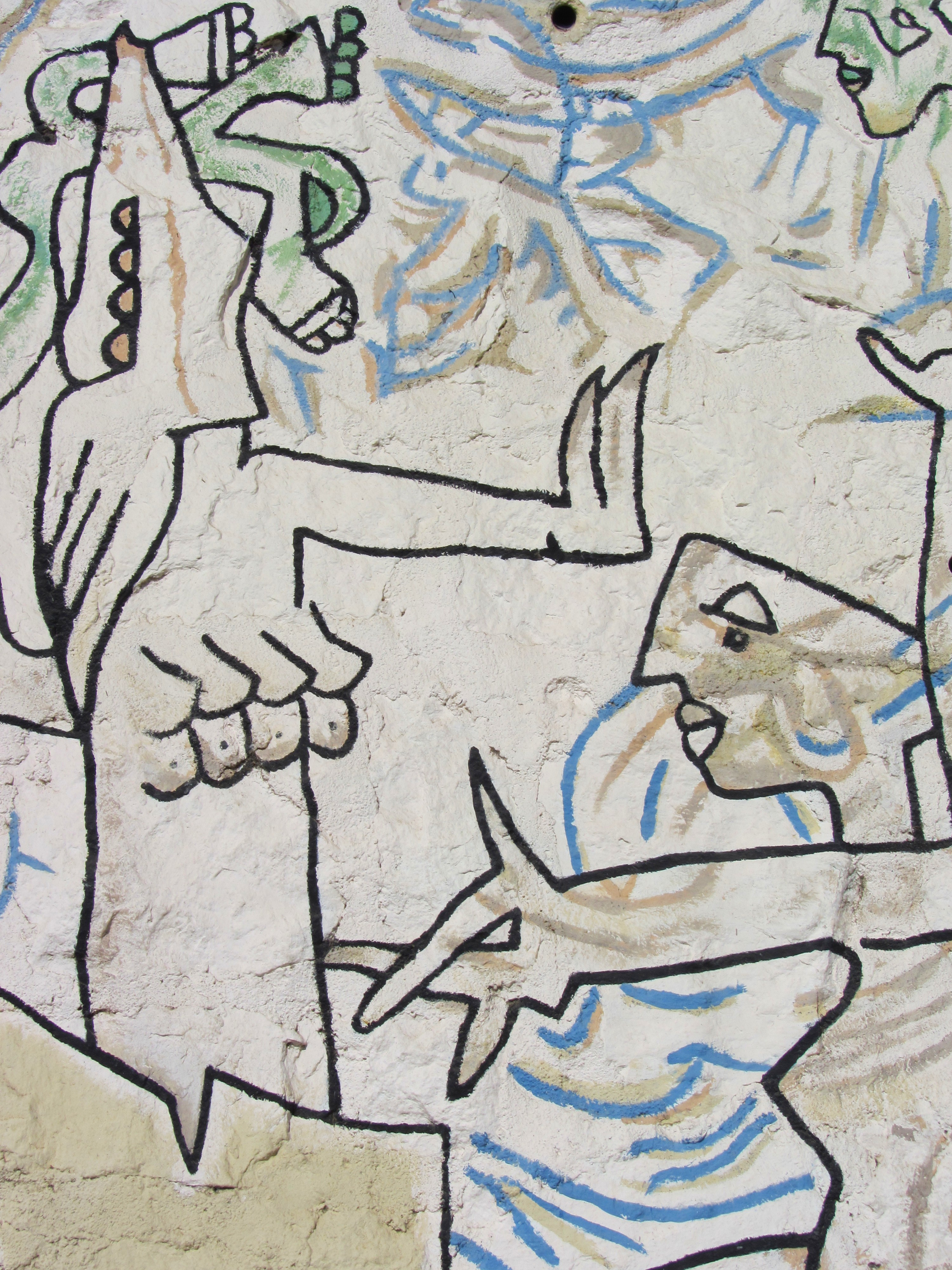
Roberto Matta, Mural 10 (détail)
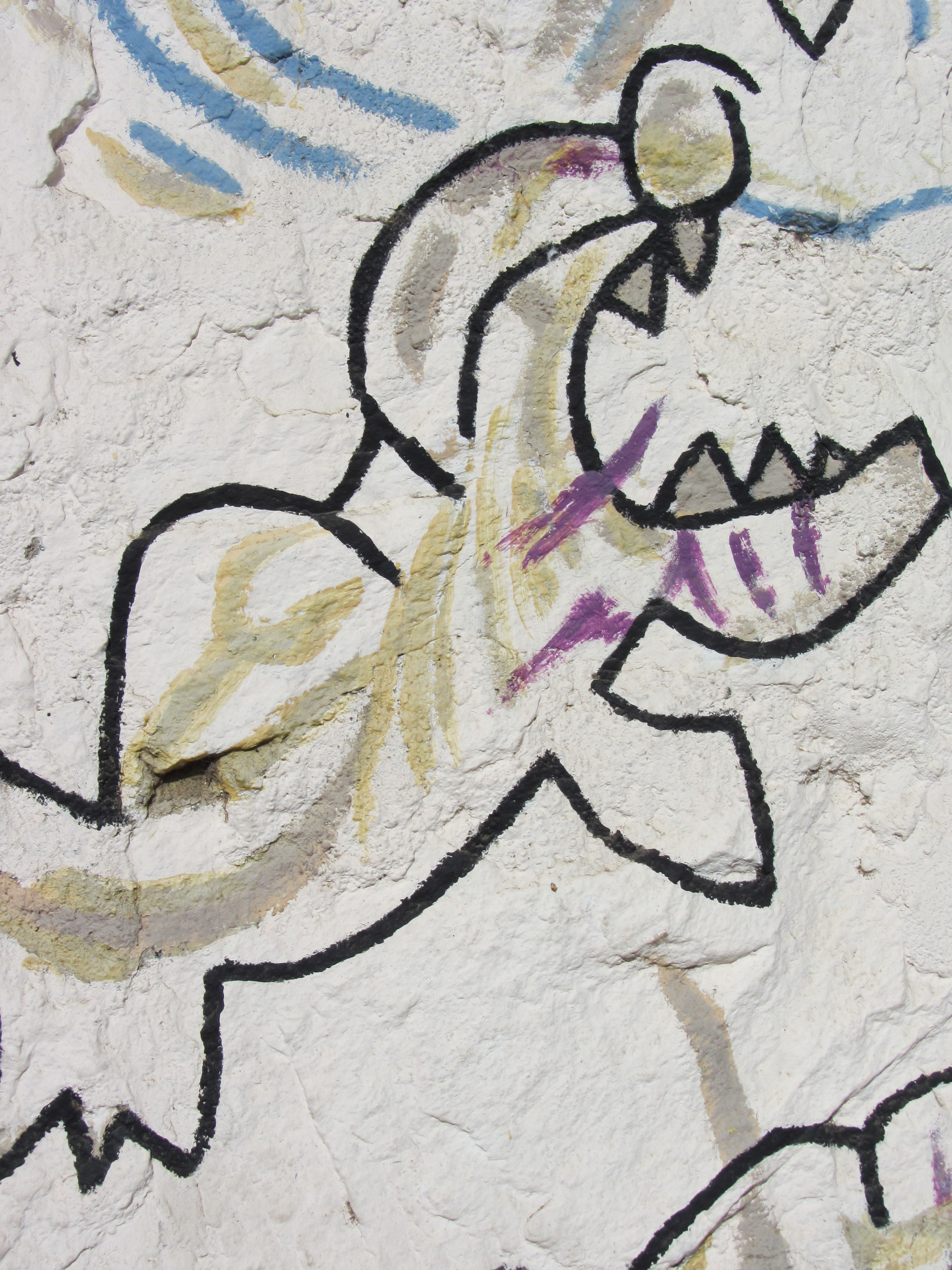
Roberto Matta, Mural 10 (détail)
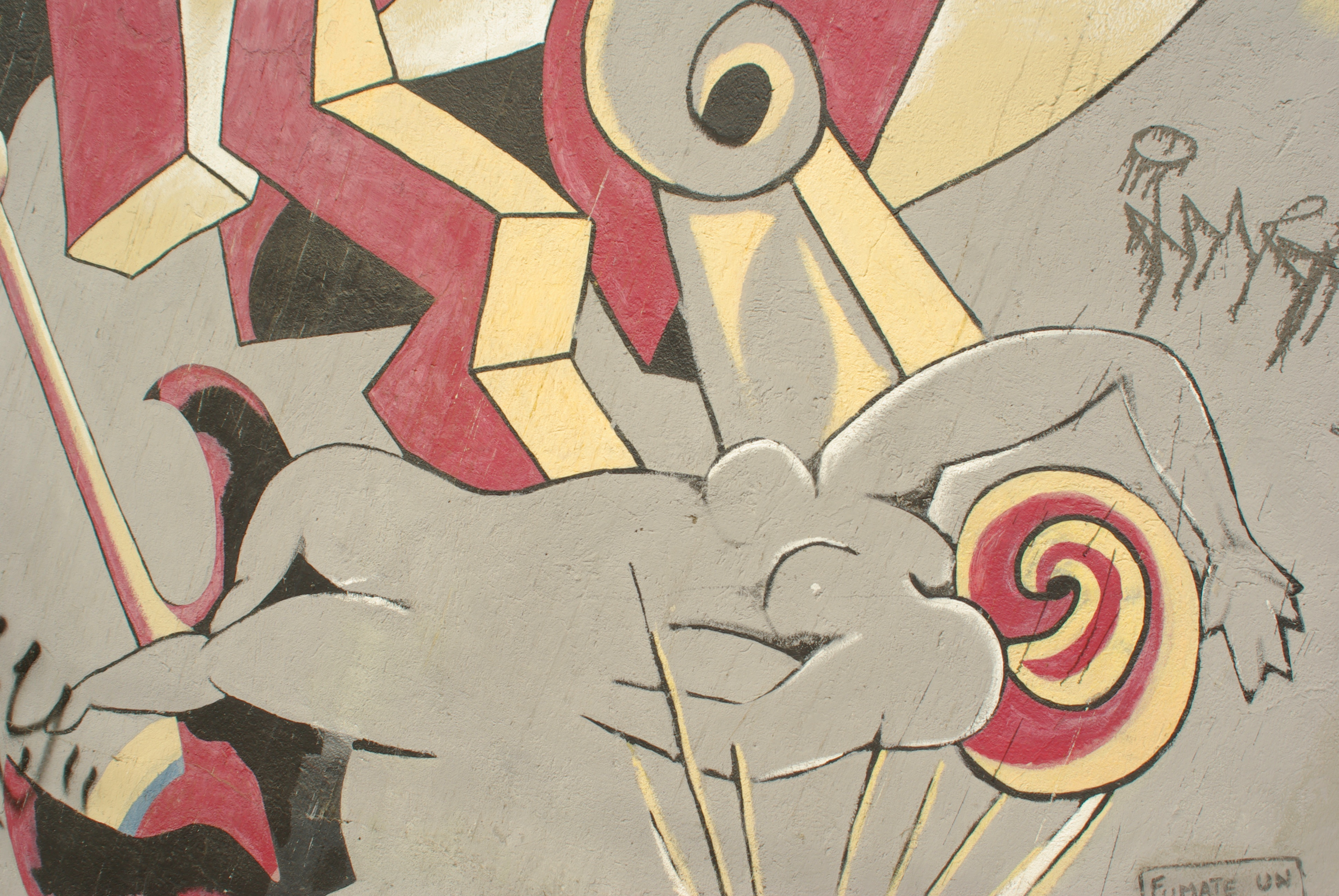
Mario Toral, Mural 11 (détail)
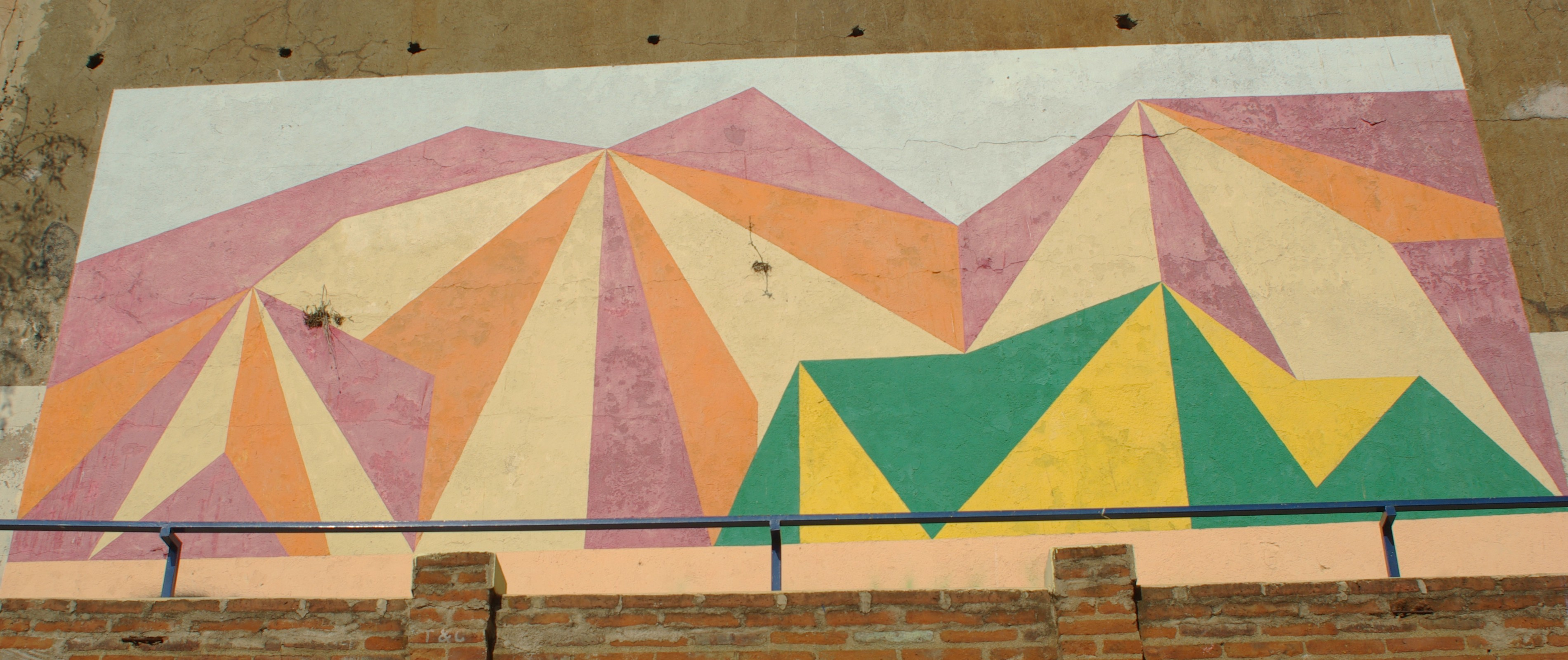
Ramón Vergara Grez, Mural 12
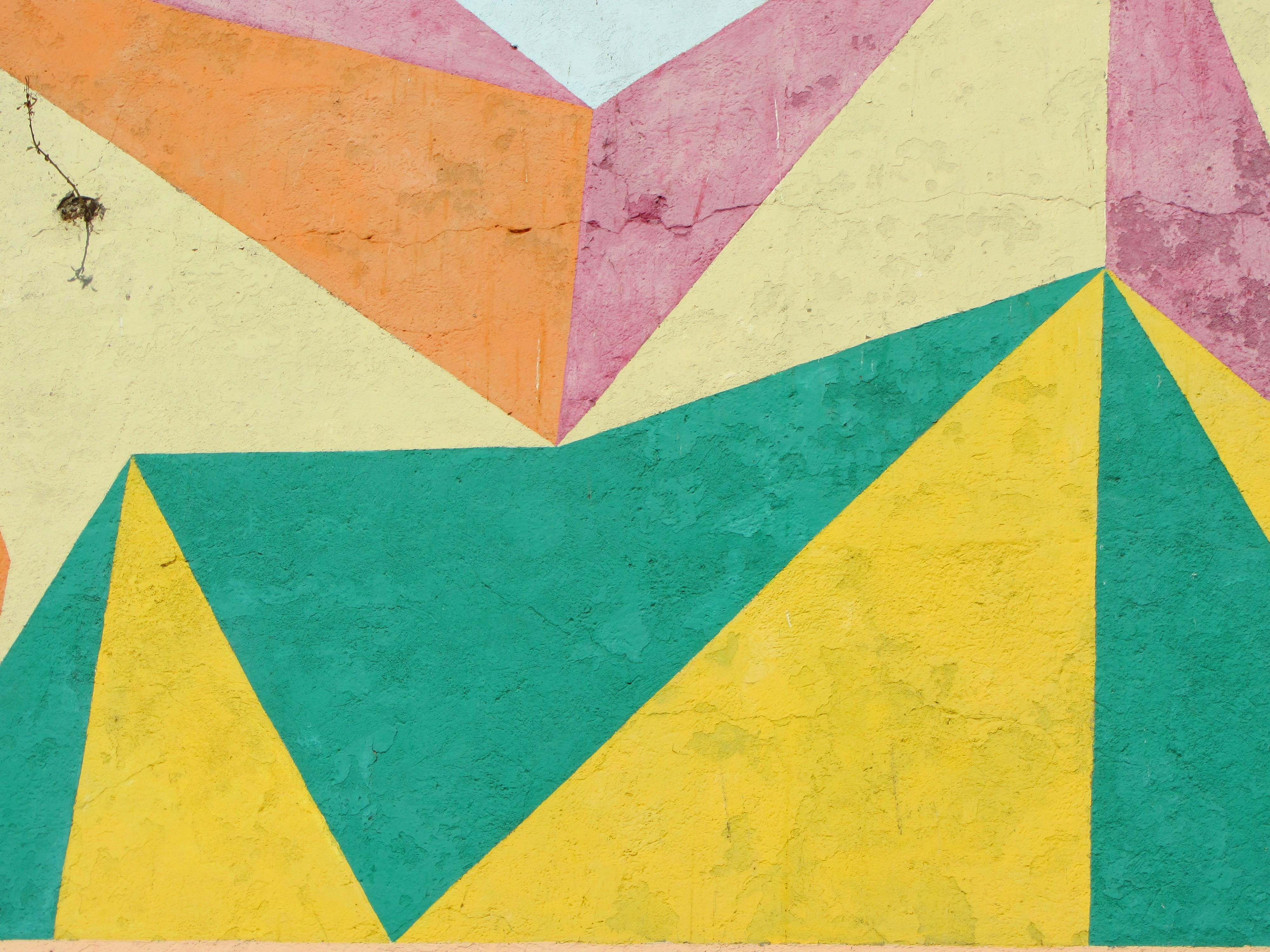
Ramón Vergara Grez, Mural 12 (détail)
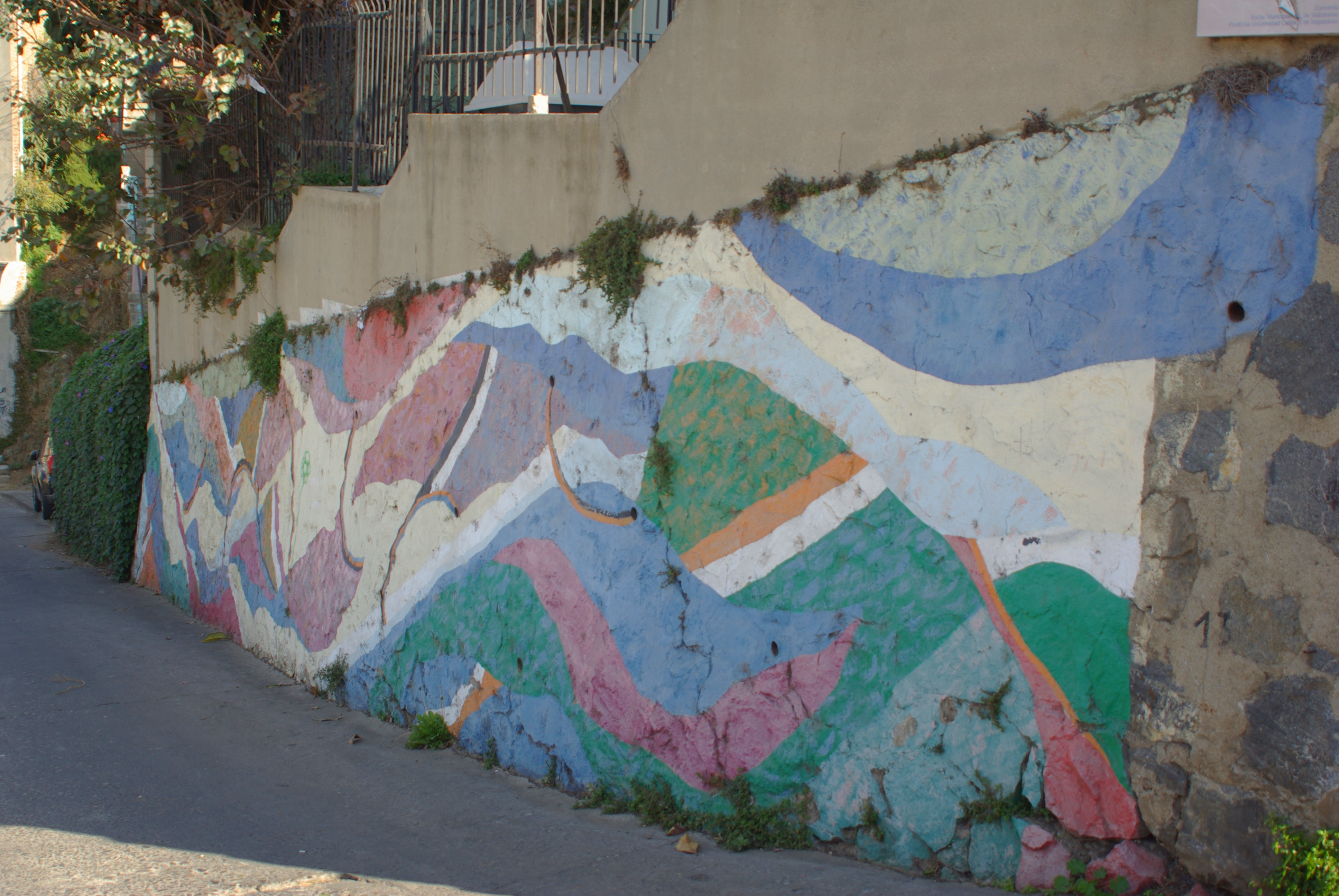
Francisco Méndez, Mural 13
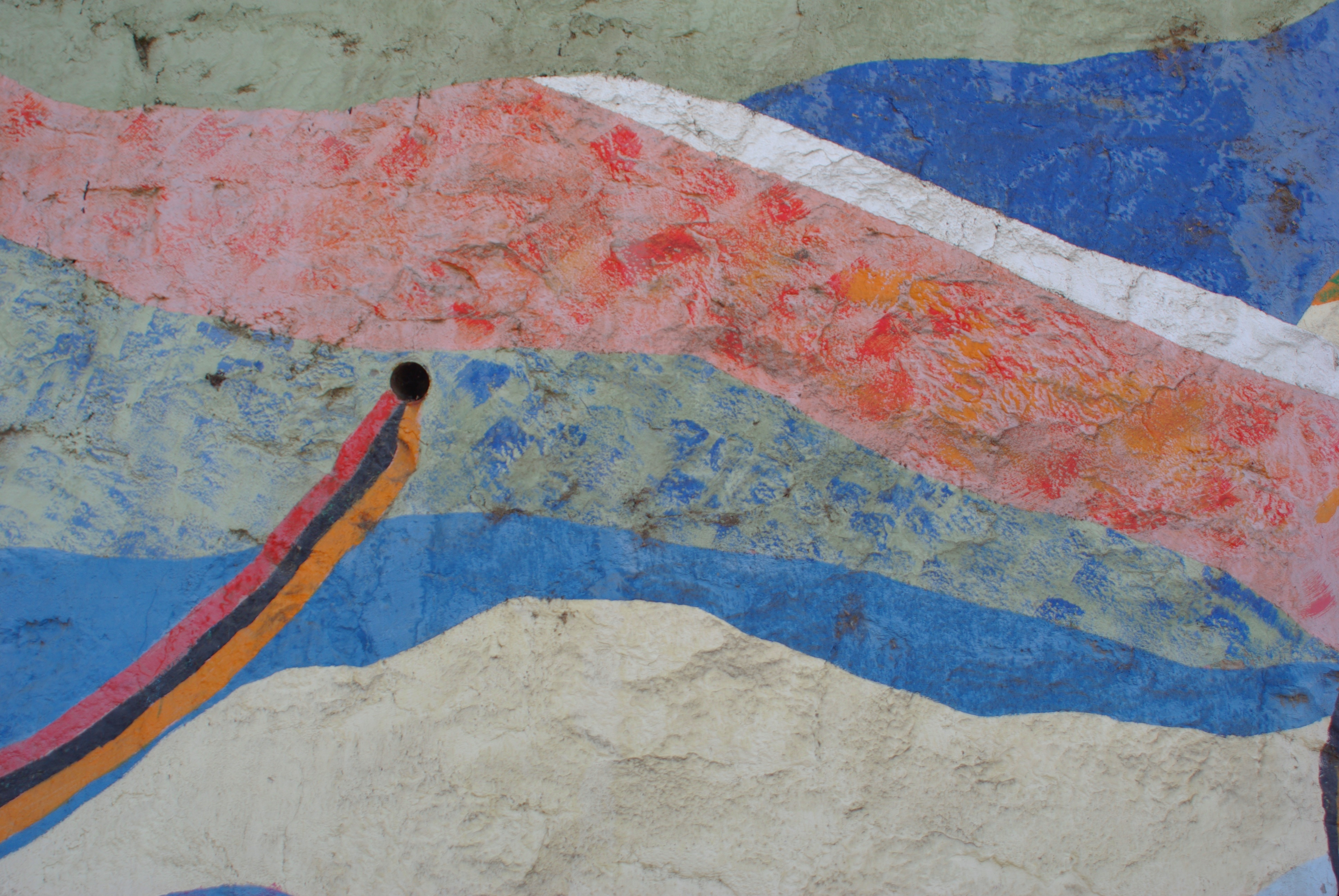
Francisco Méndez, Mural 13 (détail)
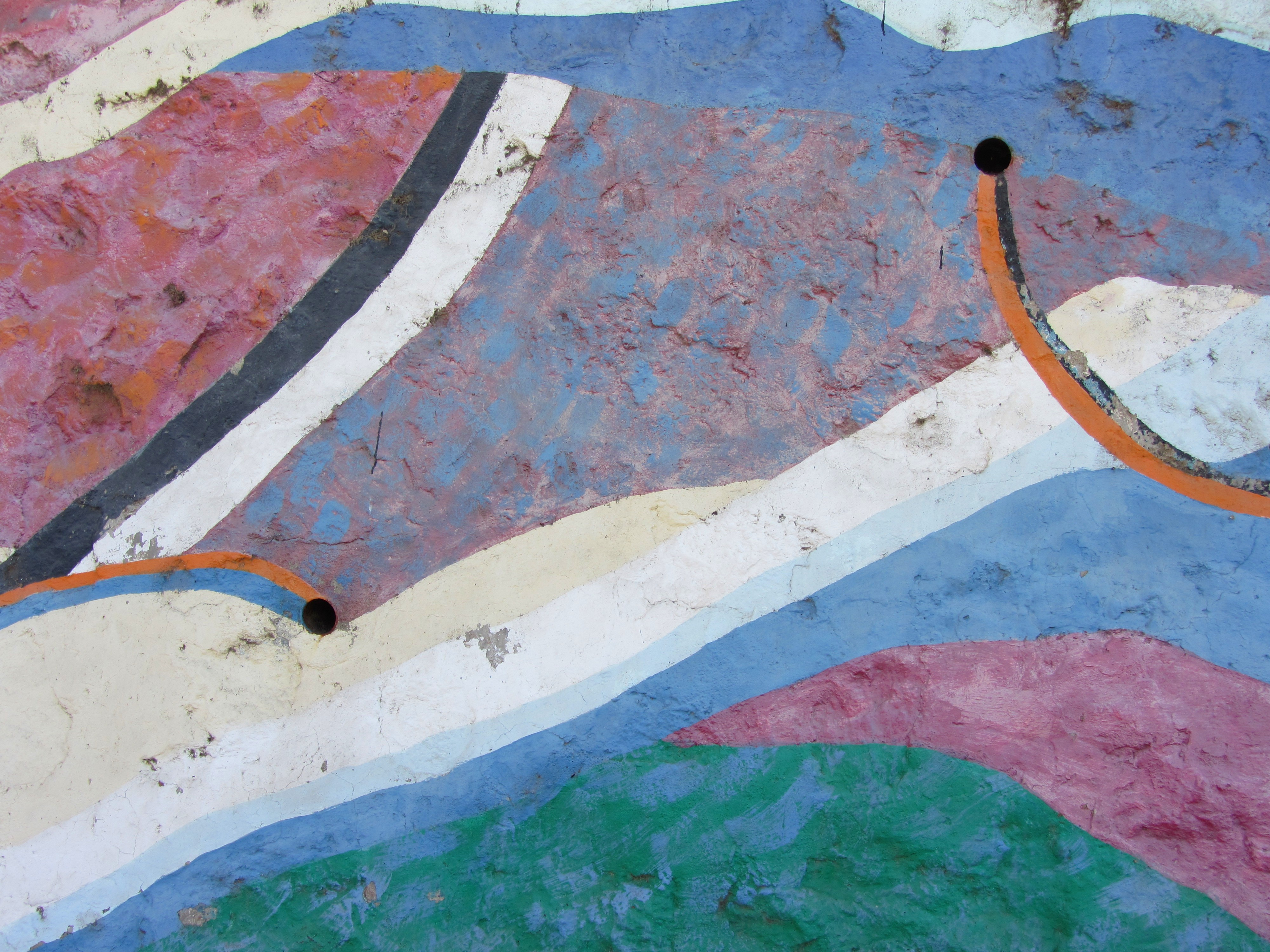
Francisco Méndez, Mural 13 (détail)
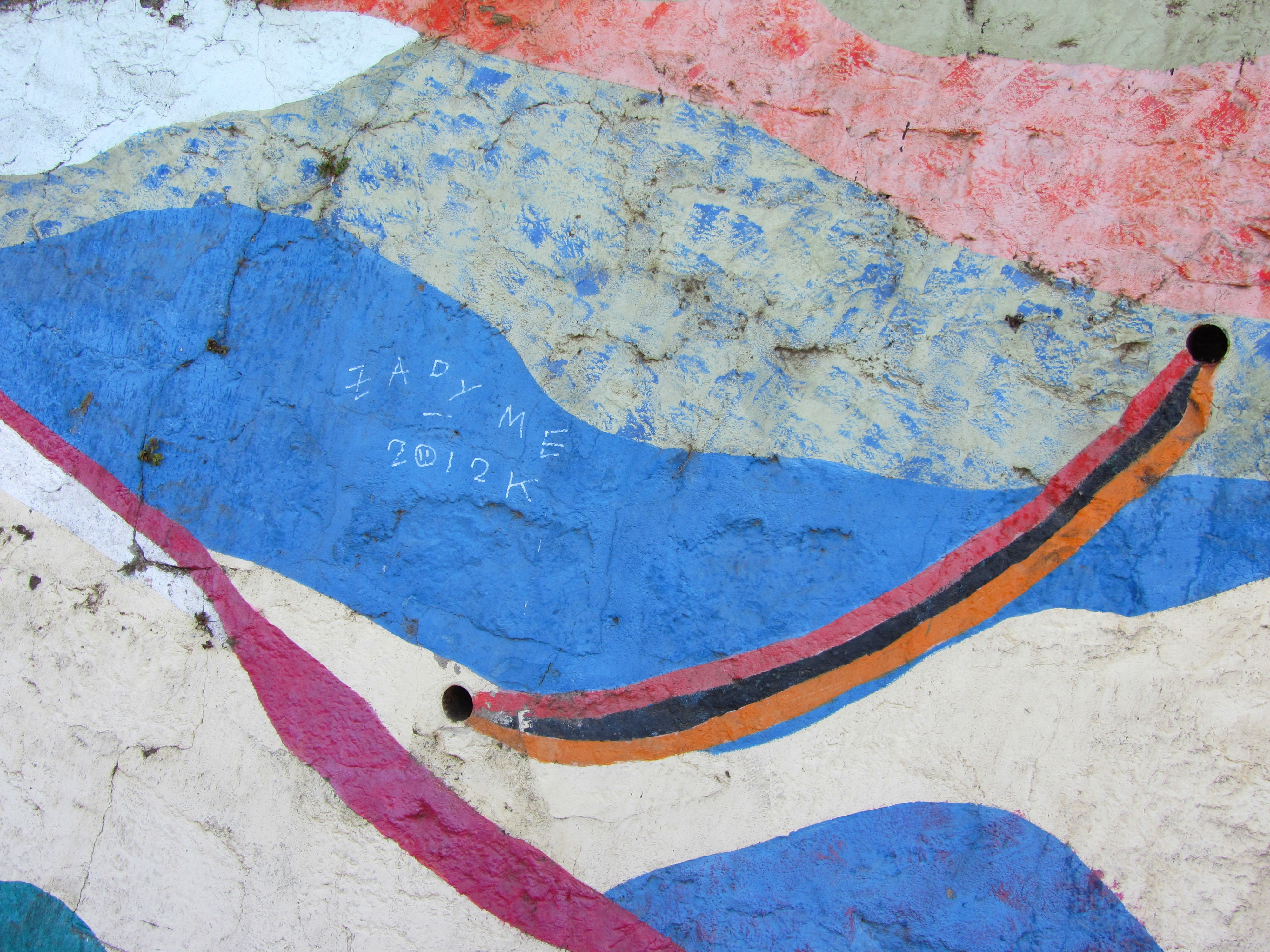
Francisco Méndez, Mural 13 (détail)
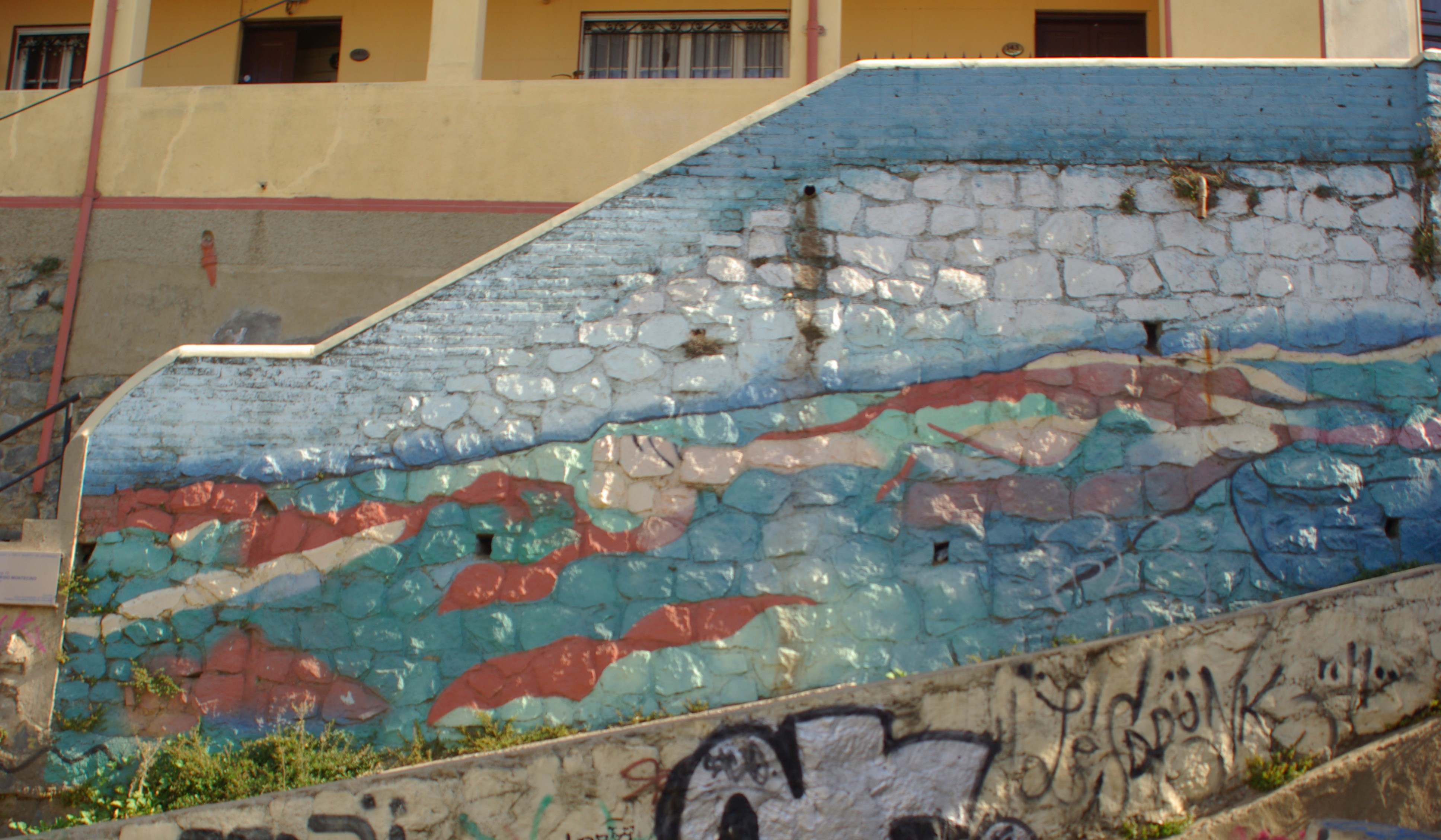
Sergio Montecino, Mural 15
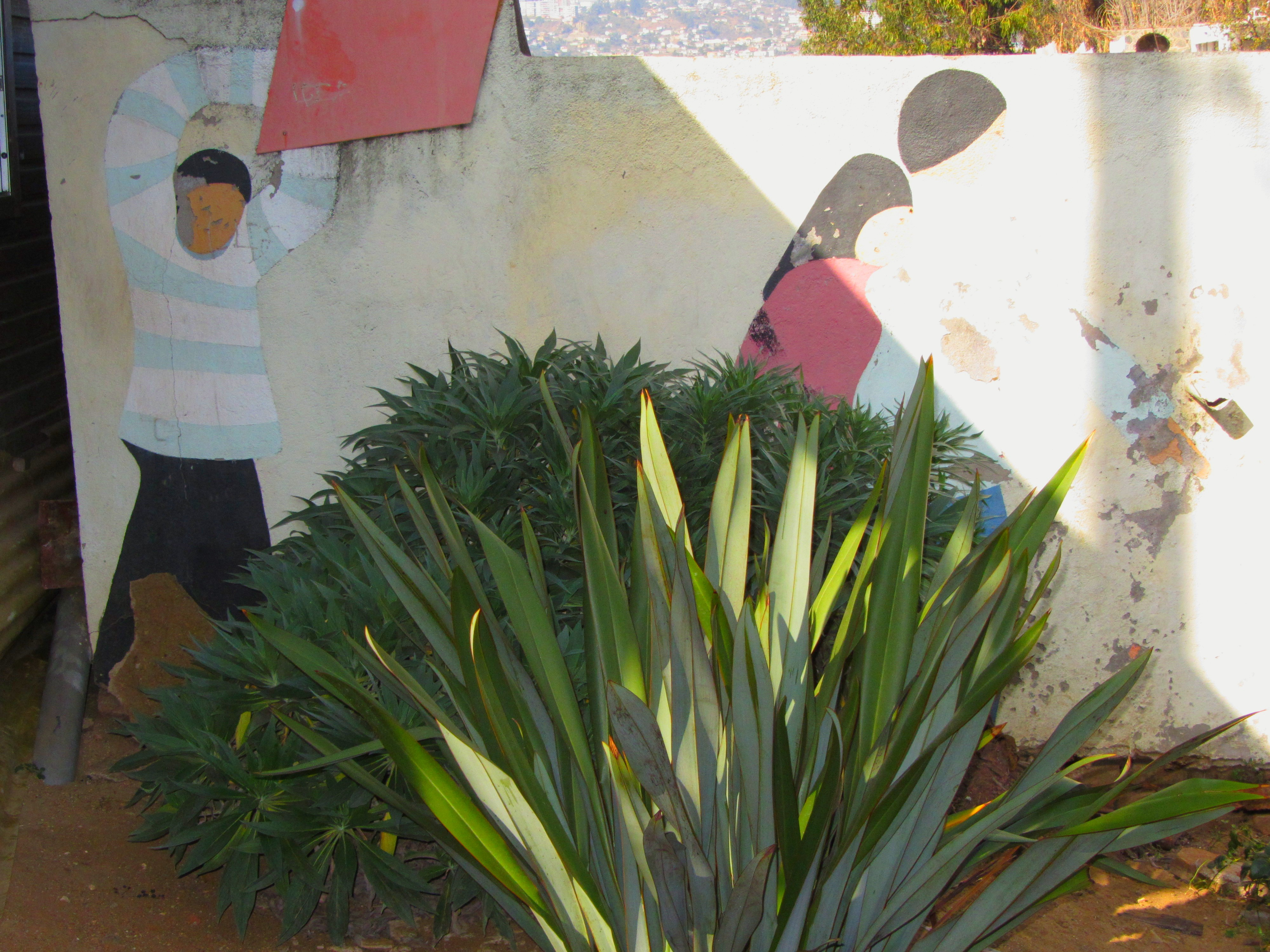
Nemesio Antúnez, Mural 16
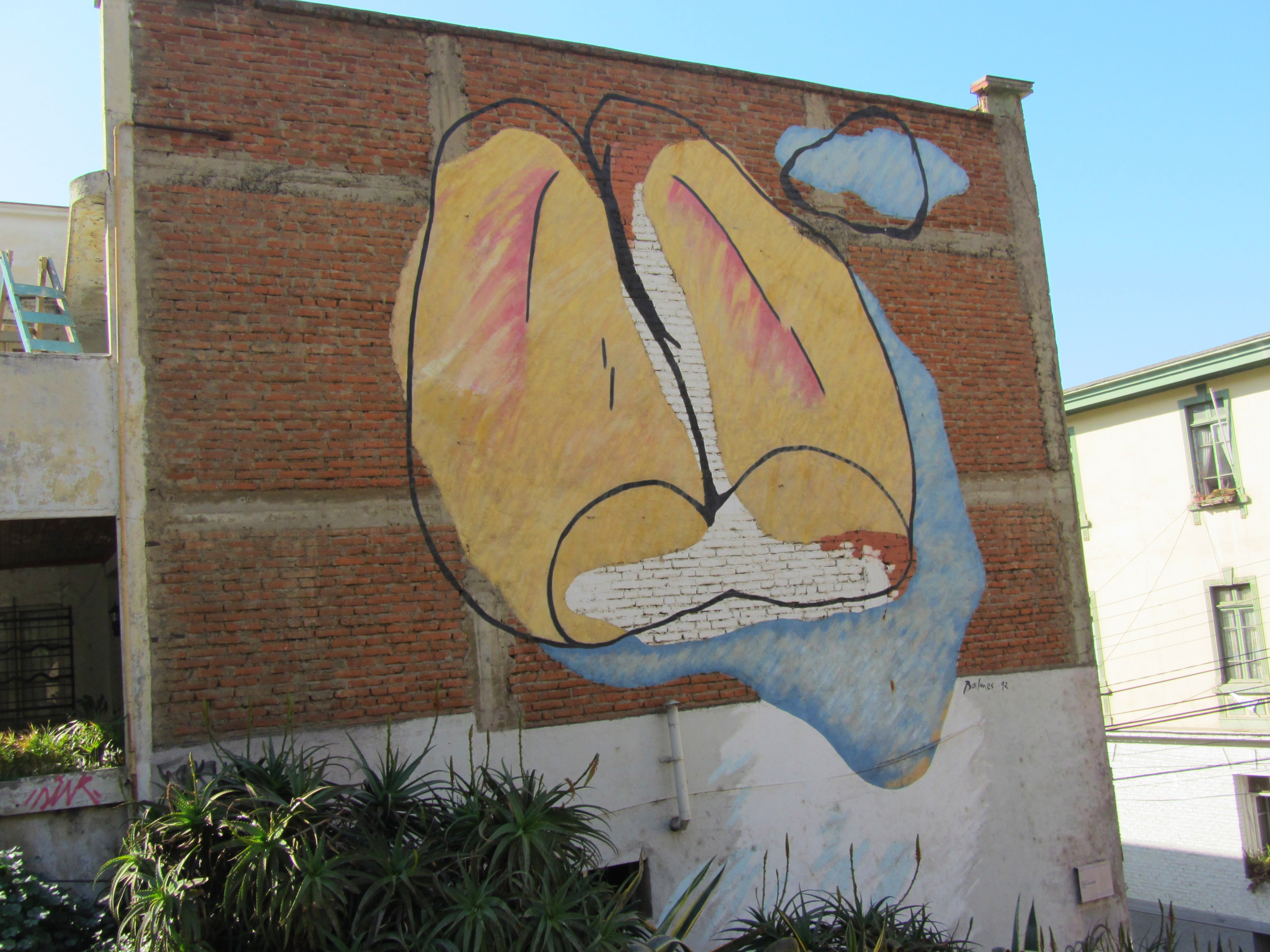
José Balmes, Mural 17
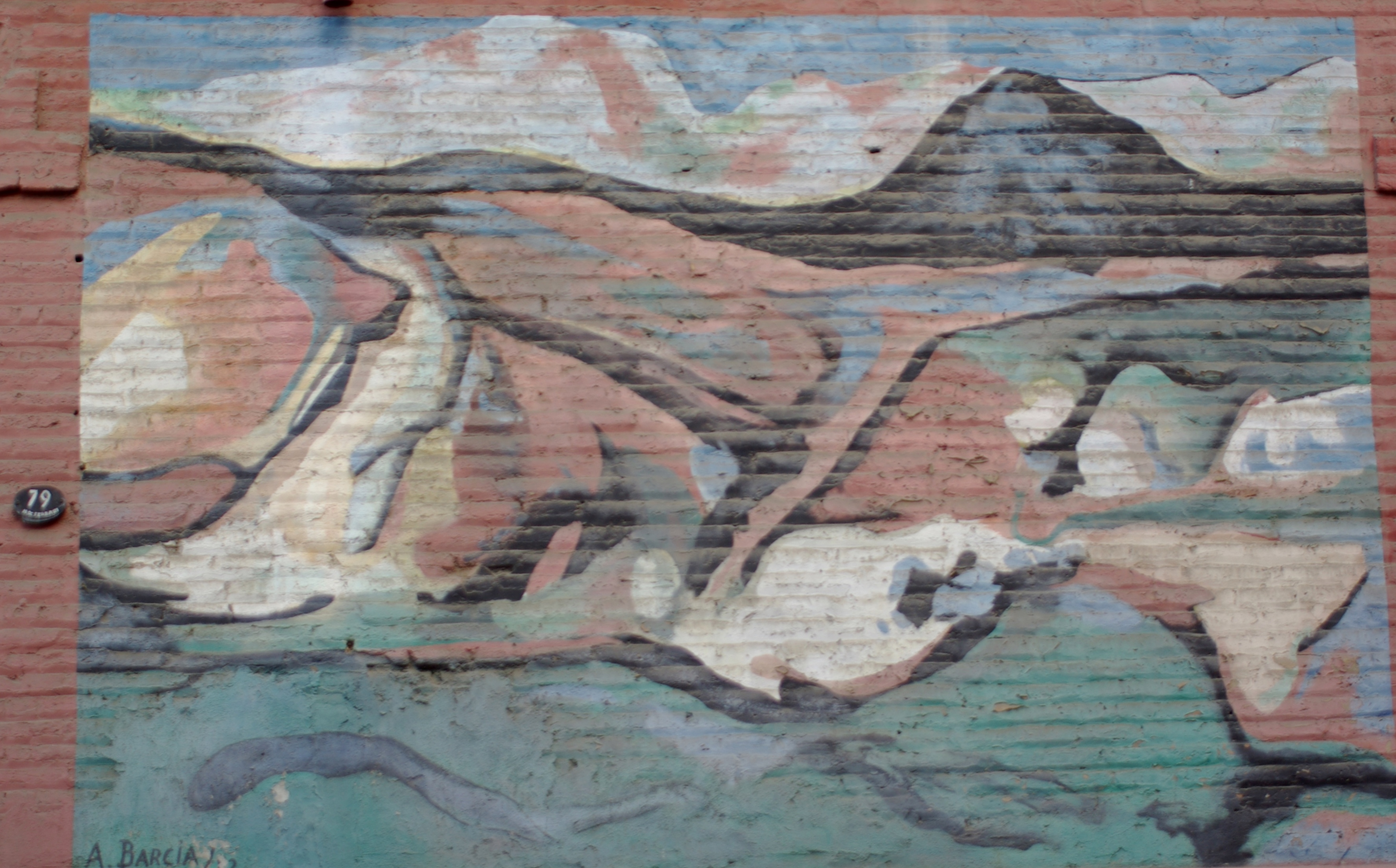
Augusto Barcia, Mural 19
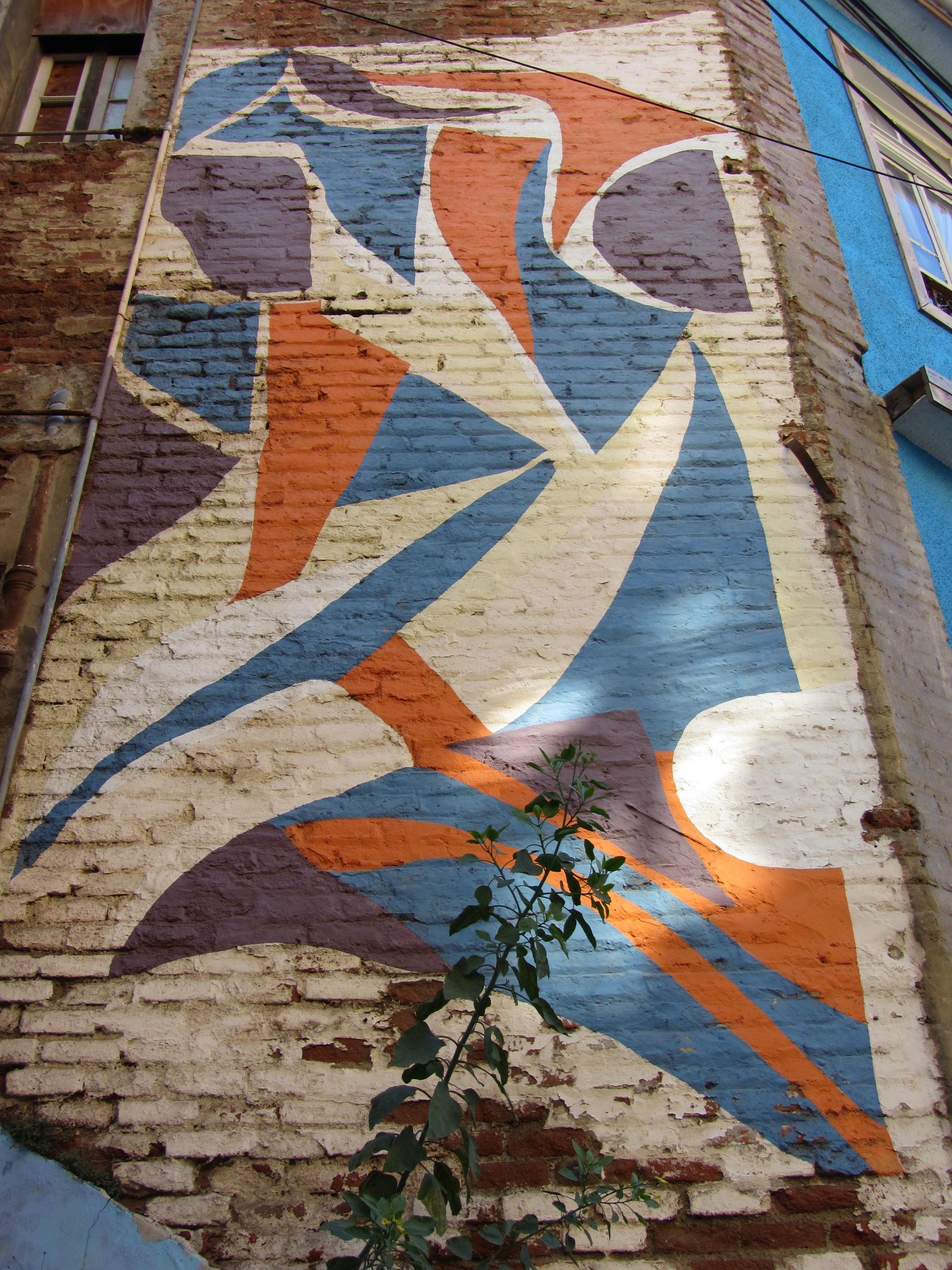
Peinture des élèves de l'Institut d'Arts, Mural 20